# فكسل
فكسل Vexille ベクシル 2077日本鎖国 انمي حينما تصبح صناعة الروبوتات تكنولوجيا متقدمة لدرجة أن أصبح علم التحكم الآلي واقعا، بدأ الرأي العام العالمي ينقلب ضد الروبوتات، مما أدى بالأمم المتحدة في 2067 ان تعلن من جانب واحد الحظر المفروض على إجراء مزيد من البحوث والتنمية. هذا القرار أدى باليابان التي تضم مؤسسة دايوا الروبوتيات رائدة للصناعات الثقيلة، أن تحتج بشدة على هذا الحظر، دون أن تستطيع وقف تمريره.

## مواقع خارجية
- فكسل على موقع IMDb (الإنجليزية)
- فكسل على موقع روتن توميتوز (الإنجليزية)
- فكسل على موقع نتفليكس (الإنجليزية)
- فكسل على موقع ألو سيني (الفرنسية)
- فكسل على موقع Turner Classic Movies (الإنجليزية)
- فكسل على موقع أول موفي (الإنجليزية)
- فكسل على موقع بوكس أوفيس موجو (الإنجليزية)
- فكسل على موقع فيلمافينيتي (الإسبانية)
- فكسل على موقع قاعدة بيانات الأفلام السويدية (السويدية)
- فكسل على موقع قاعدة بيانات الفيلم (الإنجليزية)

- الموقع الرسمي لفكسل